# Угедей хан
Угедей хан (1186 – 1241) е монголски държавник, трети син на Чингиз хан и втори велик хан на Монголската империя. Неговото управление се характеризира с продължаването на политиката на баща му за разширяване границите на държавата. Участва в завоевателните походи в Западен Китай, Централна Азия и Източна Европа.